# 절벽

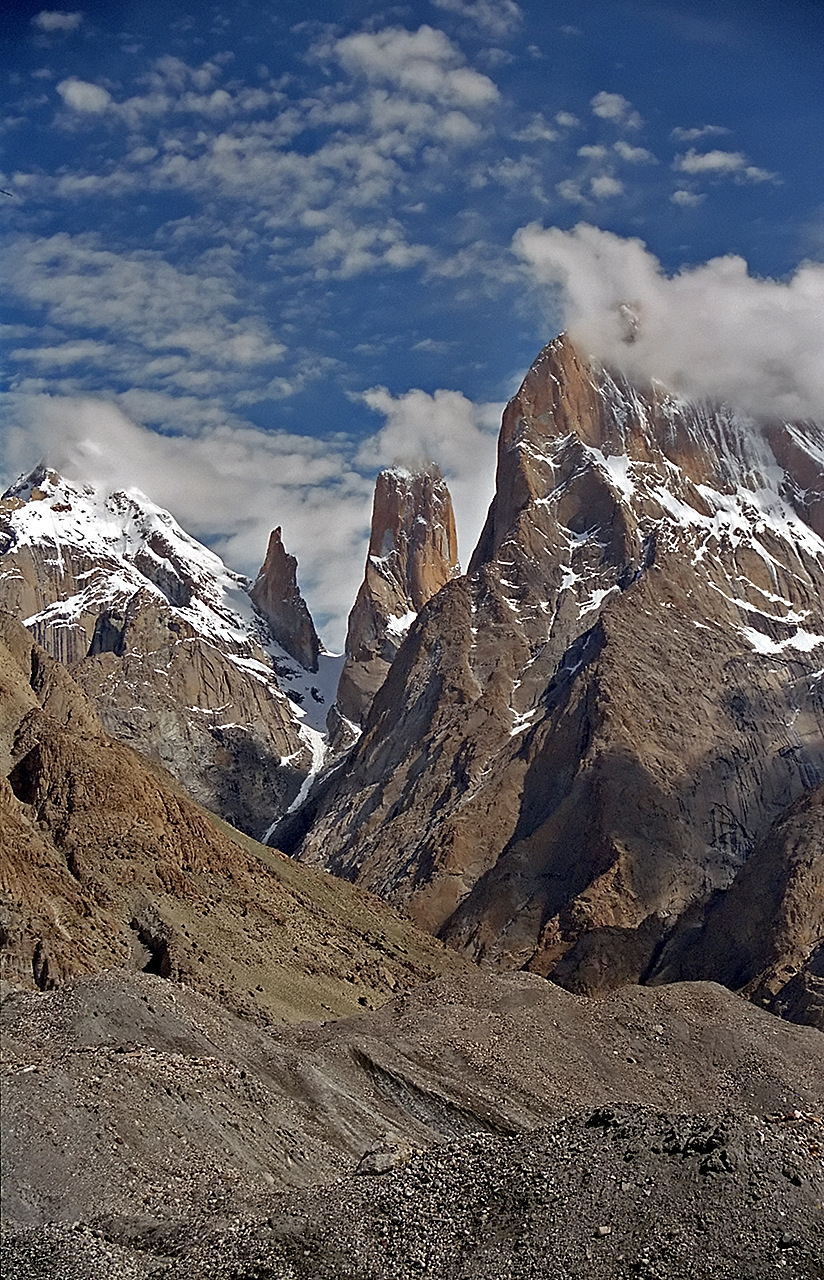
파키스탄의 트랑고 타워. 수직면은 세계에서 가장 높은 절벽이다. 트랑고 타워는 오른쪽, 트랑고 몽크는 가운데의 왼쪽, 그레이트 트랑고는 오른쪽.

절벽(絶壁, cliff)은 흙이나 암석으로 구성된 경사가 매우 급한 지형을 말하며, 지질학적으로는 지표에 수직면이거나 수직면에 아주 가까운 암석 표면을 이른다. 낭떠러지, 벼랑이라고도 한다. 대개 풍화를 통해 침식되어 만들어지지만 그 외에도 단층운동 등 여러 생성 원인이 있다. 절벽은 해안가, 산지, 단층애와 강을 따라서 있는 경우가 일반적이다. 절벽은 주로 바위로 이루어져있다. 또한, 사암, 석회암, 백운석 등으로 되어 있는 지형에서 자주 발견되나, 종종 화강암이나 현무암 지대에서도 발견된다.

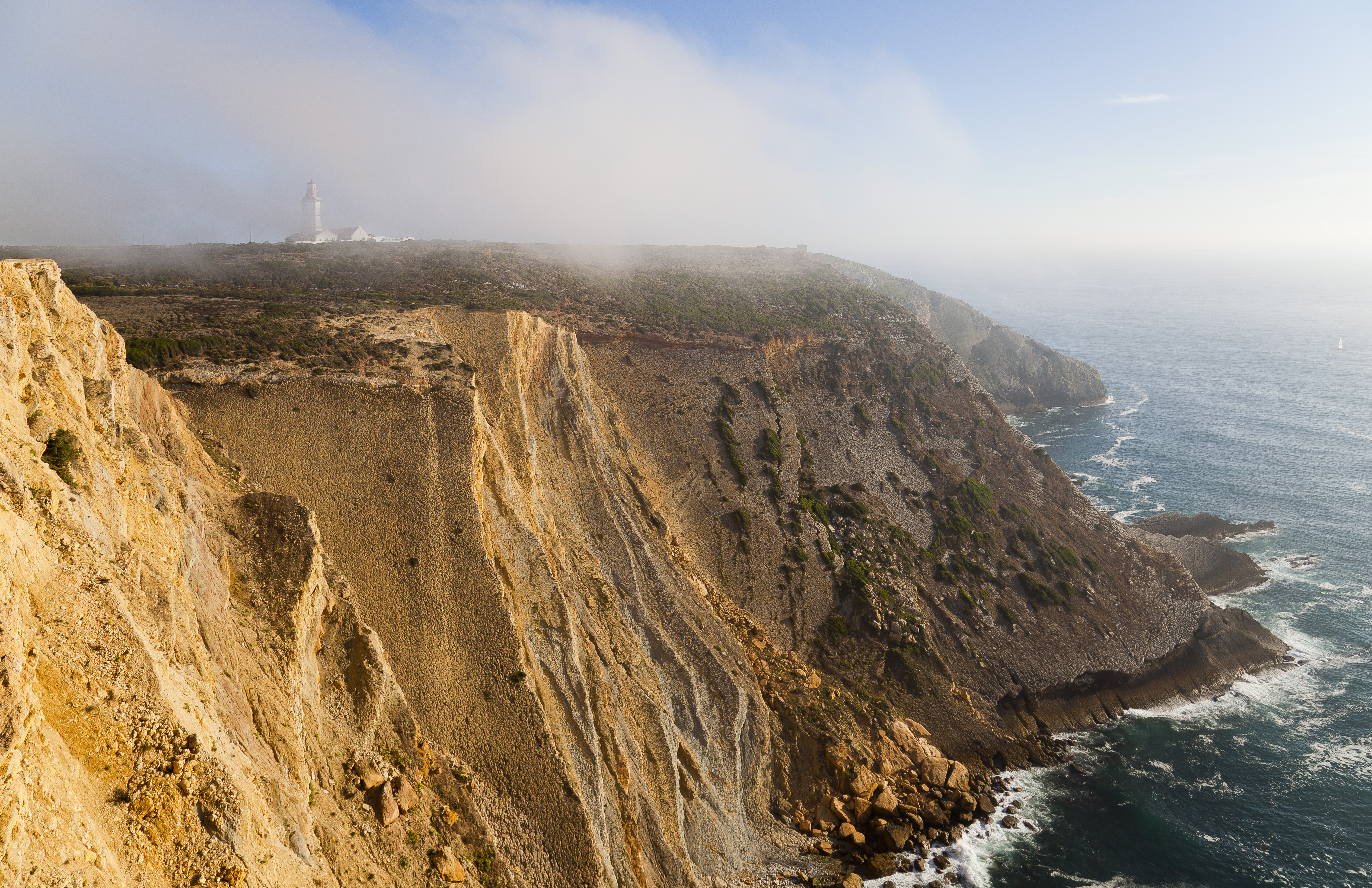
포르투갈의 절벽.

## 목록

### 아프리카
- 테네리페섬
- 테이블산

### 아메리카
- 데빌스타워의 모든 면
- 엘카피탠
- 롱스피크
- 피츠로이산의 모든 면
- 팡지아수카르산
- 호라이마산

### 아시아
- 칭수이절벽
- 도진보
- 로체산
- 낭가파르바트산
- 트랑고 타워

### 유럽
- 릴라산맥
- 그란카나리아섬
- 모허 절벽
- 즈미이니섬
- 페로 제도

### 오세아니아
- 볼스피라미드
- 그레이트오스트레일리아만
- 마이터봉
- 12사도 바위

## 같이 보기
- 암석해안
- 시스택